# Маркин, Дмитрий Фёдорович
Дмитрий Фёдорович Маркин (1899, Пулково, Санкт-Петербургская губерния — 1942, Мясной Бор, Ленинградская область) — советский хозяйственный, государственный и политический деятель.

## Биография
Родился в 1899 году в Пулкове. Член КПСС с 1924 года.
Участник Гражданской войны. С 1922 года — на хозяйственной, общественной и политической работе. В 1922—1942 гг. — рабочий-резинщик, мастер цеха игрушек завода, работник парткома «Красный треугольник», секретарь парткома Леноблдорупра, секретарь парткома транспортного управления Ленинградского союза потребительских обществ, заведующий ОРГО Ленпромстройсоюза, инструктор Куйбышевского райкома ВКП(б), 1-й секретарь Мозырского окружкома ВКП(б), 1-й секретарь Организационного бюро ЦК КП(б) Беларуси по Полесской области, 1-й секретарь Полесского областного комитета КП(б) Беларуси, на партийной работе в Ленинграде, в штабе 2-й Ударной армии.
Избирался депутатом Верховного Совета СССР 1-го созыва.
Погиб в 1942 году в Мясном Бору.